# Eduard von Wattenwyl (Geistlicher)
Eduard Albert Rudolf von Wattenwyl (* 15. Oktober 1815 in Kingston, Ontario, Kanada; † 25. Mai 1890 in Bern, Schweiz) war ein Schweizer evangelischer Geistlicher.

## Leben

### Familie
Eduard von Wattenwyl entstammte der Berner Patrizierfamilie von Wattenwyl und war der Sohn des Generalmajors Abraham Ludwig Karl von Wattenwyl (* 1. Juli 1776 in Grandson, † 16. Juni 1836 in Rubigen) und dessen Ehefrau Anna Margaretha Sophie (* 29. April 1784 in Bern; † 16. April 1837 in Rubigen), Tochter des Grossrats Georg Franz Ludwig von Tavel (1757–1816); er hatte noch neun Geschwister.
Am 3. Juni 1844 heiratete er in der Heiliggeistkirche in Bern Karolina Emilie Sophie (* 22. Juni 1823 in Bern; † 30. April 1880 ebenda), Tochter des Salzmagazinverwalters und Schultheiss von Büren David Bernhard Wild (1764–1833), gemeinsam hatten sie acht Kinder. Sein Schwager war der Pfarrer Emmanuel Ludwig von Fellenberg.

### Werdegang
Er immatrikulierte sich als Theologiestudent an der Universität Bern und setzte sein Studium an der Theologischen Fakultät der Universität Halle fort. In Halle besuchte er die Vorlesungen von Friedrich August Gottreu Tholuck; dies führte ihn zum Pietismus. Er veranlasste auch andere Kommilitonen, unter anderem Georg Friedrich Kayser (1817–1857), die Vorlesungen von August Gottreu Tholuck zu besuchen.
Nach seinem Studium amtierte er ab 1838 als Vikar in Wohlen bei Bern und später an der Heiliggeistkirche in Bern. In Wohlen lernte er die Evangelische Gesellschaft kennen und wirkte in deren leitendem Komitee mit.
1847 kämpfte er erfolglos, gemeinsam mit seinem Schwager Emmanuel Ludwig von Fellenberg, mit einer Schrift gegen die Berufung Eduard Zellers an die theologische Fakultät der Universität Bern; dies hatte einen Hochverratsprozess zur Folge, in dem er zu einer Gefängnisstrafe von 25 Tagen und 100 Franken Buße verurteilt wurde. Er verlor darauf seine Vikariatsstelle an der Berner Heiliggeistkirche.
Später setzte er sich für die 1851 in Bern gegründete Neue Mädchenschule ein, zuerst als Religionslehrer und Direktionsmitglied, ab 1873 bis 1889 dann als Direktionspräsident. Als Direktionsmitglied förderte er das Seminar Muristalden (heute: Campus Muristalden) und die Lerberschule und gehörte von 1850 bis 1854 dem Berner Grossen Rat an.

## Schriften (Auswahl)
- Dr. Zeller und seine Lehre. Genf 1847.